# Laurent Bovis
Pour les articles homonymes, voir Bovis.
Laurent Bovis, né le 22 octobre 1912 à Nice et décédé le 19 mars 1963 dans la même ville, est un militaire français, compagnon de la Libération.

## Décorations
- Chevalier de la Légion d'honneur par décret du 9 décembre 1955
- Compagnon de la Libération par décret du 17 novembre 1945[2]
- Croix de guerre 1939–1945 (3 citations)
- Médaille de la Résistance française par décret du 24 avril 1946[3]
- Médaille coloniale avec agrafes "Érythrée", "Bir-Hakeim", "Libye", "Tripolitaine"
- Médaille commémorative des services volontaires dans la France libre
- Médaille du sauvetage
- Croix de guerre norvégienne
- Presidential Unit Citation (USA)